# Lugasson
Lugasson – miejscowość i gmina we Francji, w regionie Nowa Akwitania, w departamencie Żyronda.
Według danych na rok 1990 gminę zamieszkiwało 255 osób, a gęstość zaludnienia wynosiła 40 osób/km² (wśród 2290 gmin Akwitanii Lugasson plasuje się na 924. miejscu pod względem liczby ludności, natomiast pod względem powierzchni na miejscu 1330.).